# おうみのふるさと物語プロジェクト
おうみのふるさと物語プロジェクト（おうみのふるさとものがたりプロジェクト）は、滋賀県の市民団体。滋賀県（近江国）の民話・民謡や伝承などをまちづくりにつなげる活動をおこなっている。
2012年12月に、公益財団法人「淡海文化振興財団」の人材育成講座である「おうみ未来塾」の12期生8名によって組織された。収集した物語をウェブページ上に公開するとともに、物語や民謡の実演企画等の活動を実施している。